# Schlacht von Clavijo (Notre-Dame-en-Vaux)

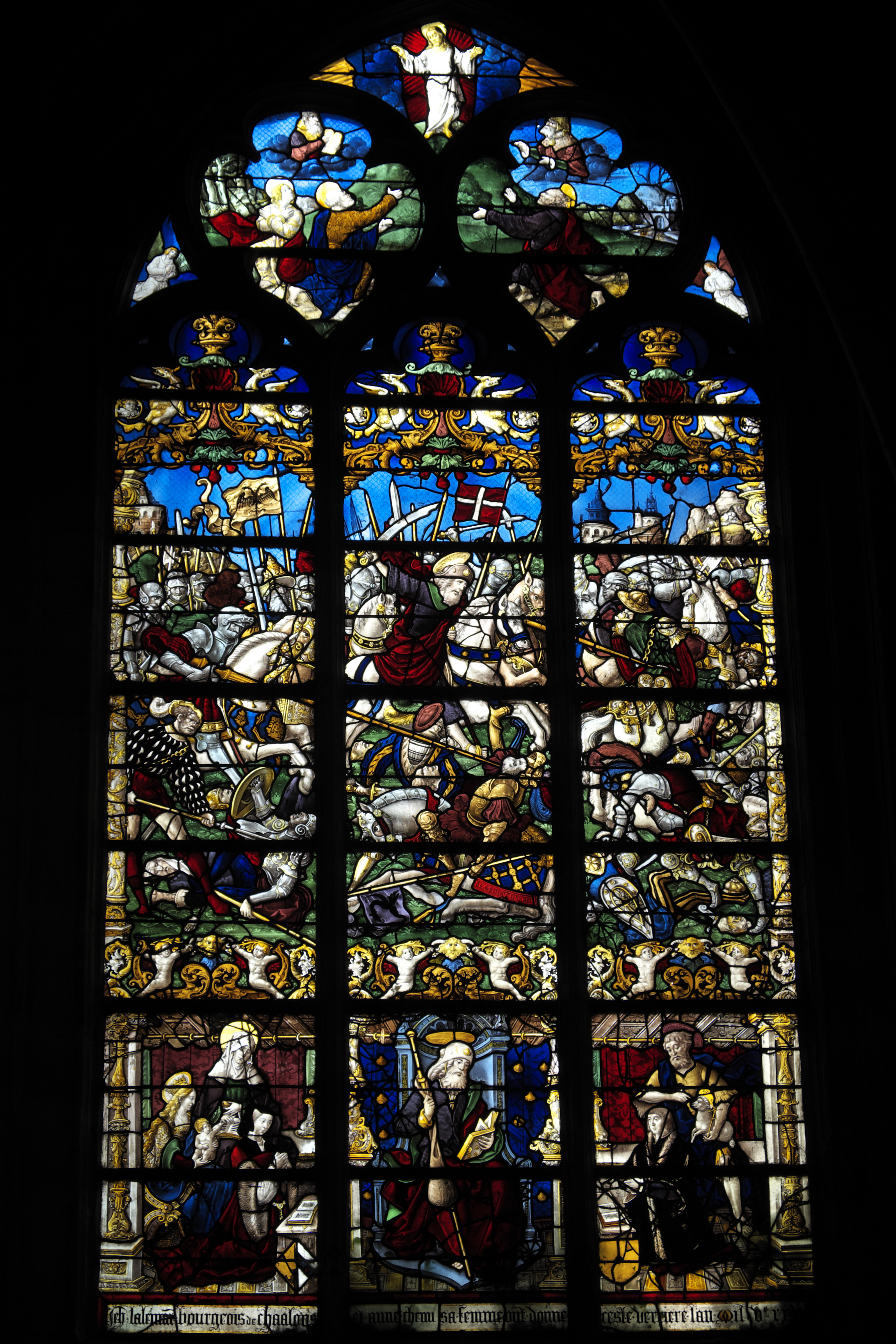
Schlacht von Clavijo in Châlons-en-Champagne

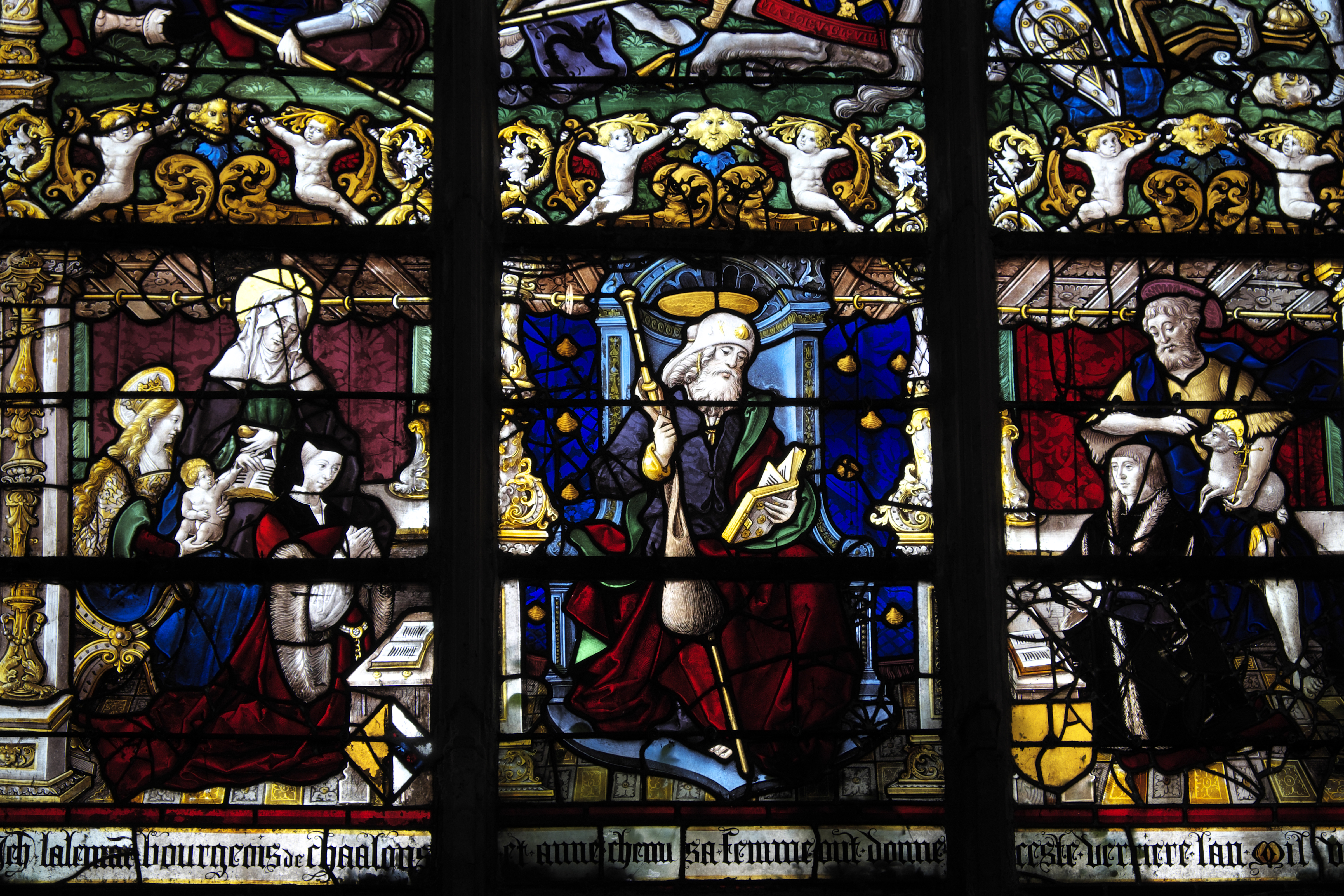
Ausschnitt mit der Signatur des Glasmalers auf dem roten Band (siehe in der Mitte des oberen Rands)

Das Bleiglasfenster Schlacht von Clavijo in der Kirche Notre-Dame-en-Vaux in Châlons-en-Champagne, einer französischen Stadt in der Region Grand Est, wurde um 1525 geschaffen. Das Renaissancefenster ist seit 1840 als Monument historique klassifiziert.

## Geschichte
Das Fenster wurde von dem Tuchmacher Jean Lallemont und seiner Frau Anne Chenu aus Châlons-en-Champagne gestiftet. Bis zur Restaurierung des Fensters im Jahr 1901 war das Datum der Stiftung noch im Fenster zu sehen. Das Fenster wurde nach einem Stich von Martin Schongauer ausgeführt.

## Beschreibung
Das 4,50 Meter hohe und 2,20 Meter breite Fenster Nr. 27 (nach dem Schema von Corpus Vitrearum Medii Aevi) der Kirche stellt die angebliche Schlacht von Clavijo dar. Links unten ist die kniende Stifterin und rechts unten der kniende Stifter mit Johannes dem Täufer mit Lamm zu sehen. Dazwischen ist Jakobus der Ältere als Pilger dargestellt, dessen Verehrung mit der Reconquista Spaniens und der späteren Wallfahrt auf dem Jakobsweg nach Santiago de Compostela in Verbindung steht. Am unteren Rand werden in einer Inschrift die Stifter des Fensters genannt. Jakobus soll der Legende nach durch sein Erscheinen den Sieg bei der Schlacht von Clavijo bewirkt haben.
Im zentralen Bild wird Jakobus auf einem Schimmel in der Schlacht dargestellt, wie er die Feinde in die Flucht schlägt. Die luxuriöse Kleidung der Personen und die Rüstungen entsprechen dem 16. Jahrhundert. Links von Jakobus ist Karl der Große, dem der Legende nach die Befreiung des Grabes von Jakobus zugeschrieben wird, mit weißem Bart und einer Fahne mit Doppeladler zu sehen. Im Maßwerk wohnt Jakobus der Verklärung des Herrn bei.
Das Bleiglasfenster ist vom Glasmaler signiert, was für die damalige Zeit sehr ungewöhnlich ist. Unterhalb von Jakobus ist auf der roten Bordüre der Satteldecke des Reiters, der mit einer Lanze erstochen wird, der Name Mathieu Bléville angebracht.

## Weitere Fenster in derselben Kirche
- Verherrlichung der Jungfrau (Notre-Dame-en-Vaux)
- Leben der Jungfrau (Notre-Dame-en-Vaux)
- Geburt Jesu (Notre-Dame-en-Vaux)
- Kreuzabnahme (Notre-Dame-en-Vaux)

## Vortrag
- Images et décors : Mathieu Bléville, peintre verrier de Saint-Quentin – Michel Herold Université de Picardie Jules Verne – Colloque Trame – Picardie Flamboyante du 21/11/2012 au 23/11/2012